# Psilaster agassizi
Psilaster agassizi är en sjöstjärneart som först beskrevs av Jean Baptiste François René Koehler 1909.  Psilaster agassizi ingår i släktet Psilaster och familjen kamsjöstjärnor.
Artens utbredningsområde är Bengaliska viken. Inga underarter finns listade i Catalogue of Life.